# 인간가족
《인간가족》은 대한민국의 KBS에 1982년 9월부터 1984년 10월까지 방송됐던 교양 프로그램이다.

## 기획 의도
근면, 정직, 성실하게 살아가는 보통사람들의 모범적인 생활을 통해 밝고 명랑한 사회상을 홍보하는 과정이며, 한주간 휴먼 다큐멘터리 프로그램이다.

## 방송 시간
- KBS 1TV - 1982년 9월 1일 ~ 1984년 10월 28일, 매주 일요일 아침 6시 20분 ~ 7시

## 제작진
- 연출 : 유시청, 홍순호

## 같이 보기
- 다큐멘터리